# Decorazione della Carinzia
La Decorazione del Carinzia (in tedesco: Ehrenzeichen des Landes Kärnten) è un'onorificenza concessa dallo stato federato austriaco della Carinzia.

## Storia
La decorazione della Carinzia per premiare quanti abbiano compiuto servizi speciali nel campo dei lavori pubblici e  privati nonché per il benessere generale o comunque che abbiano contribuito a promuovere lo sviluppo della Carinzia.

## Classi
La medaglia è suddivisa in tre classi di benemerenza:
- Gran decorazione in oro (medaglia da collo)
- Gran decorazione (stella da petto)
- Decorazione (medaglia da petto)

La medaglia è costituita da una croce biforcata smaltata su ciascun braccio coi colori del land (giallo-rosso-bianco). Al centro della decorazione si trova uno scudo in argento con lo stemma della Carinzia.
La stella dell'ordine è costituita da una placca a forma stella raggiante, sovrastata dalle insegne dell'ordine.
Il nastro dell'ordine è costituito da una fascia a strisce giallo-rosso-bianco.

## Insigniti notabili
- Walther Schaumann